# Бажанов, Георгий Ильич
Георгий Ильич Бажанов (в некоторых источниках Егор Ильич) — российский чиновник. Действительный статский советник.
На протяжении многих лет (по меньшей мере с 1818 по 1827 гг.) черниговский губернский прокурор. С 14 (26) августа по 24 августа (5 сентября) 1831 года гродненский губернатор. В 1832—1837 гг. могилёвский губернатор.
По просьбе А. И. Михайловского-Данилевского занимался сбором относящейся к Могилёвской губернии информации, связанной с Отечественной войной 1812 года. Известен также тем, что в августе 1821 года привёз 12-летнего Николая Гоголя в Нежинскую гимназию для обучения во втором классе (П. Н. Полевой сообщал, что Бажанов и предложил отцу будущего писателя отдать его для обучения в это учебное заведение); через Бажанова Гоголь передавал из Нежина письма матери.